# Октагон (фильм)
«Октагон» (англ. The Octagon) — американский боевик режиссёра Эрика Карсона, снятый по сценарию Пола Аарона и Ли Чэпмана. Главные роли исполнили Чак Норрис, Карен Карлсон и Ли Ван Клиф. Дебютная роль в кино австралийского актёра Ричарда Нортона; одну из эпизодических ролей сыграл брат Чака Норриса Аарон. Фильм был снят в Лос-Анджелесе и выпущен 14 августа 1980 года.

## Сюжет
Скотт Джеймс, бывший чемпион по каратэ, нанимается в телохранители к богатой женщине Джастин, на которую охотятся ниндзя. Вскоре ему становится известно, что ими руководит его заклятый враг Сакура, в то же время брат Скотта. 

## В ролях
- Чак Норрис — Скотт Джеймс
- Карен Карлсон — Джастин
- Ли Ван Клиф — Маккарн
- Арт Хиндл — Эй Джей
- Кэрол Багдасарян — Аура
- Тадаси Ямасита — Сакура
- Эрни Хадсон — Куинин
- Ричард Нортон — Кьо/Длинные Ноги
- Ким Лэнкфорд — Нэнси
- Курт Грейсон — Догго
- Майкл Норрис — молодой Скотт